# Stabilnost
Stabilnost (prema stabilan < lat. stabilis: čvrst) je svojstvo nekoga mehaničkog, tehničkog ili drugog sustava da samostalno održava ili uspostavlja ravnotežno stanje nakon prestanka djelovanja uzroka koji je ravnotežu poremetio. Tako je na primjer u mehanici riječ o statičkoj stabilnosti položaja tijela, a u tehnici o stabilnosti konstrukcija, vozila, zrakoplova, broda, elektroenergetskoga sustava, odvijanja tehnološkoga procesa i drugo. Statička stabilnost svojstvo je održavanja ravnoteže, a pod dinamičkom stabilnošću podrazumijeva se proces vraćanja u ravnotežno stanje, koji se obično odvija na oscilatorni način oko položaja ravnoteže sa sve manjim amplitudama. Kao mjera statičke stabilnosti služi promjena veličine povratne (stabilizirajuće) sile, momenta ili neke druge fizikalne veličine po jedinici otklona od ravnotežnoga položaja, a kao kriterij dinamičke stabilnosti frekvencija i veličina prigušivanja oscilacija.

## Statička stabilnost
U mehanici je stabilnost položaja krutoga tijela vezana uz ravnotežu tijela. Vitki elastični elementi konstrukcija (štapovi), uzdužno opterećeni tlačnom silom, zadržavaju stabilnost sve dok sila ne prijeđe kritičnu vrijednost (Eulerova kritična sila) i izazove izvijanje elementa, što zbog promjene geometrije i preraspodjele sila može dovesti do gubitka stabilnosti i havarije cijele konstrukcije. Zbog toga se u proračunima građevnih i strojarskih konstrukcija (rešetkasti nosači, dizalice, štapni mehanizmi i drugo) posebno promatraju tlačno najopterećeniji elementi kao mogući izvori trajnih velikih deformacija, odnosno gubitka stabilnosti. Proračuni stabilnosti mehaničkih konstrukcija, posebno građevnih, zahtijevaju rješavanje složenih diferencijalnih jednadžbi, najčešće primjenom elektroničkih računala.

## Stabilnost gibanja
Stabilnost ustaljenoga gibanja tijela svojstvo je uspostavljanja prvotnog oblika gibanja nakon prestanka djelovanja poremećajnog impulsa kao kratkotrajnoga djelovanja vanjske poremećajne sile. Kod letjelica je to na primjer udar vjetra, nagla promjena atmosferskoga tlaka, kod plovila djelovanje valova, vjetra, prodor vode u trup, a kod cestovnih i tračničkih vozila nailazak na neravninu ili udar o neku zapreku u vožnji. Na zrakoplov u stabilnom letu osim vlastite težine, vučne sile i otpora, na krilo i rep djeluju sile uzgona. Ako kod vodoravnog leta kratkotrajni vanjski uzrok promijeni napadni kut zrakoplova, promijenit će se krakovi momenata sila uzgona, što vraća zrakoplov u prvotan stabilni položaj (uzdužna stabilnost zrakoplova). Kada je vraćanje potpomognuto djelovanjem posebnih uređaja riječ je o sintetičkoj stabilnosti.

## Stabilnost broda
Stabilnost broda ili stabilitet broda svojstvo je broda da održava uspravan položaj u svim okolnostima plovidbe. Zbog različitih uzroka brod se u plovidbi ili na vezu nagiba oko neke osi. Najosjetljivije je nagibanje broda oko uzdužne osi, jer brod najviše izlaže pogibelji od prevrtanja. Moment statičke stabilnosti suprotstavlja se nagibanju, a čine ga spreg sila: uzgon, sila koja se zbog oblika trupa pomiče i uspravlja brod, i težina, sila koja naginje brod. Početna statička stabilnost za manje nagibe veća je što je veća takozvana metacentarska visina, a težište broda niže. Metacentarska visina ovisi o obliku trupa broda i čini točku u kojoj smjer sile uzgona presijeca uzdužnu simetralnu ravninu brodskoga trupa. Dinamička je stabilnost broda rad momenta statičke stabilnosti do nagiba broda, do kojega dolazi kada se izjednači rad momenta statičke stabilnosti i momenta nagibanja broda pod dinamičkim djelovanjem vanjskih sila.

## Stabilnost tla
Stabilnost neke kosine tla ili stijene sposobnost je održavanja ravnoteže unatoč djelovanju mehaničkih poremećaja (na primjer promjena razine podzemne vode, dodatno opterećenje, promjena čvrstoće izazvana puzanjem) koji bi izazvali rušenje ili klizanje slojeva. Izražava se faktorom sigurnosti, koji je omjer čvrstoće tla ili stijene te stvarnoga posmičnoga naprezanja na kliznoj plohi, pa kosina može biti stabilna, nestabilna ili u labilnoj ravnoteži. Faktor sigurnosti izračunava se za niz pretpostavljenih kliznih ploha. Za kosinu je mjerodavan najniži među njima, a ploha s takvim faktorom sigurnosti naziva se kritičnom kliznom plohom.

## Stabilnost elektroenergetskog sustava
U elektroenergetskom sustavu stabilnost je vezana uz održavanje frekvencije, odnosno sinkronizma sinkronih generatora i sinkronih elektromotora. Do gubitka sinkronizma može doći zbog malih i sporih promjena (statička stabilnost), odnosno velikih i naglih promjena (prijelazna stabilnost). Održavanje stabilnosti sustava olakšano je time što između sinkronih strojeva postoji takozvana sinkronizacijska sila kojom se strojevi međusobno vuku u sinkronizam. Gubitak sinkronizma može dovesti do raspada cijelog elektroenergetskoga sustava.

## Ostale stabilnosti
I u drugim ljudskim djelatnostima i životu rabi se pojam stabilnosti kao otpor otklonu od ustaljenoga. Tako se govori o ekonomskoj stabilnosti, o stabilnosti političkih zbivanja, stabilnosti meteoroloških stanja (vremena) i drugo. Za održavanje stabilnosti služe stabilizatori.

## Metastabilno stanje
Metastabilno stanje je fizikalno stanje u kojem sustav ima veću energiju nego u stabilnom stanju, ali u koje je doveden dovoljno pažljivo da još nije postao nestabilan. Na primjer staklo bi se pod normalnim uvjetima trebalo kristalizirati, ali dugo vremena ostaje kruta tekućina velike viskoznosti. Ako se ono pri proizvodnji naglo hladi, stvorena naprezanja uzrokuju na početku procesa sređivanja strukture pucanje stakla već nakon kraćeg vremena. 

## Vanjske poveznice
- Stabilnost broda Hrvatska tehnička enciklopedija, portal hrvatske tehničke baštine. LZMK